# 威瑪三角
威瑪三角（波蘭語：Trójkąt Weimarski）是由波蘭、德國和法國所組成的區域聯盟，旨在促進三國強化彼此的政治合作。 

## 成立
1991年8月28日，時任德國外交部長汉斯-迪特里希·根舍與時任波蘭外交部長克里斯托夫·斯庫比薛斯基和法國外交部長羅蘭·督馬召開會議，深信歐陸合作的重要性，提出了波德法三國緊密合作的構想。

### 威瑪的歷史象徵意義
第一次會議選在8月28日，也就是歌德誕辰紀念日舉行。
威瑪不只是歌德和席勒出生地，也是德國第一個民主政權誕生之處，隨極右勢力崛起，以及1933年希特勒上台而淡去。而納粹大屠殺時興建的布痕瓦尔德集中营也只距離威瑪不到10公里。魏瑪三角與近、現代歐洲歷史、反省納粹種族滅絕的責任、人文主義、民主和人權密切相關。

### 十點聯合宣言
三位外長發表「對歐洲未來的聯合聲明」（德語：Gemeinsamen Erklärung zur Zukunft Europas）中強調，德國、法國和波蘭人對歐洲周邊可持續結構的成功負有主要責任。 從一開始，合作就應該不僅將波蘭，而且將中東歐的其他新民主國家引入歐洲共同體。
此後，已經舉行了數次會議，例如2010年4月27日的外長會議、2011年2月7日的峰會，最近一次是2022年2月7日的會議，以討論可能採取的經濟制裁措施。俄羅斯入侵烏克蘭的衝突，以及如何保持和平。

## 歷次會議
- 1992年4月：
- 1993年9月21日：於格但斯克非正式的峰會
- 1993年11月：
- 1994年9月：
- 1995年10月：
- 1996年4月：華沙
- 1997年11月：奧德河畔法蘭克福
- 1998年2月21日：波茲南峰會
- 1999年5月7日：南溪峰會
- 1999年8月：威瑪外長會議
- 2001年2月27日：
- 2003年5月9日：
- 2005年5月19日：
- 2006年7月3日：
- 2008年6月17日：
- 2008年11月7日：
- 2010年4月26日：
- 2011年2月7日：
- 2013年7月16日：
- 2016年8月28-29日：
- 2020年10月15日：
- 2021年9月10日：
- 2022年2月8日：於柏林，馬克宏、杜達、蕭茲，關於俄國對烏克蘭衝突

## 外部連結
- Weimarer Dreieck （页面存档备份，存于）, ein eingetragener Verein